# Аглаонема
Аглаонема (лат. Aglaonema) — род вечнозелёных трав и полукустарников семейства Ароидные, или Аронниковые (Araceae), происходящий из Юго-Восточной Азии.
В роду по одним данным 50 видов, по другим 23 вида; некоторые культивируются как комнатные декоративные растения.

## Ботаническое описание
Вечнозелёные травы, иногда крепкие, стебель вертикальный и без ветвей или ползучий и ветвистый, часто укореняющиеся в узлах. Междоузлия зелёные, гладкие.

### Листья
Листья формируют верхушечную крону. Влагалища обычно длинные. Листовые пластинки овально-эллипсоидные, слегка эллипсоидные, изредка широкоовальные или полулинейные, у основания часто асимметричные, от нисходящих до округлых, изредка сердцевидные, часто с полосками, серебристыми или бледно-зелёными пятнами. Первичные жилки перистые, часто слабо дифференцированные, сливаются с краевой жилкой; жилки более высокого порядка параллельно-перистые.

### Соцветие и цветки

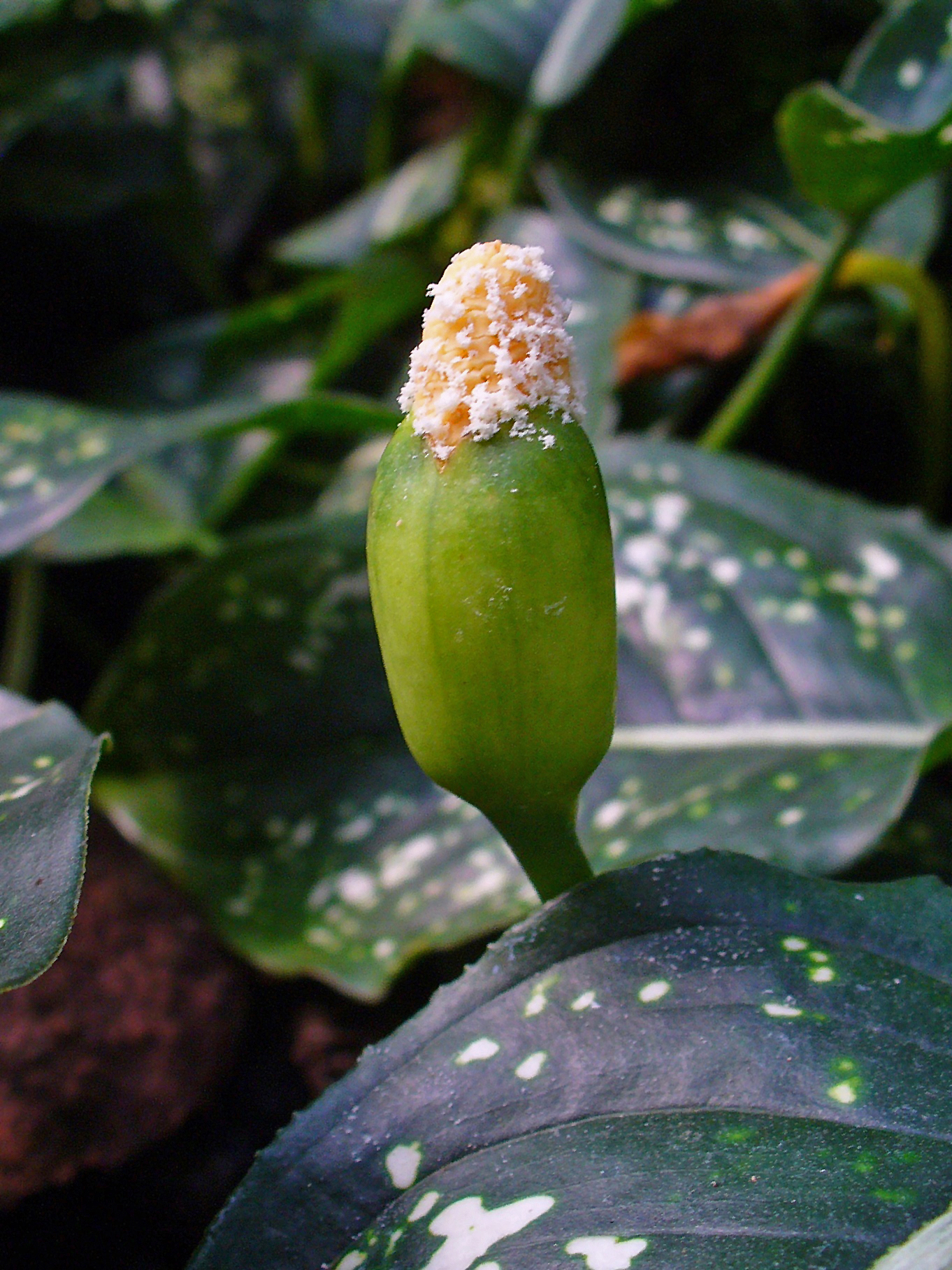
Соцветие аглаонемы ребристой, Ботанический сад в Карлсруэ, Германия

Соцветия по 1—9 в каждом симпоидальном ветвлении. Цветоножка короче или длиннее черешков, сгибается при образовании плодов.
Покрывало от овального до более-менее шаровидного, вертикальное, от лодковидного до свёрнутого, не дифференцированное на трубку и пластинку, от зелёного до беловатого, от немного до коротко нисходящего в основании, опадающее.
Початок от цилиндрического до булавовидного, короче или длиннее покрывала, ножка от длинной до большей частью отсутствующей; женская зона совсем немногоцветковая, смежная с мужской и короче её; мужская зона репродуктивная до самой вершины.
Цветки однодомные, околоцветник отсутствует. Мужской цветок: тычинки не формируются в ясно выделенную группу; нити обычно различимы; связник утолщённый; теки располагаются друг против друга, обратнояйцевидные, короткие, вскрываются верхушечной порой или почковидным поперечным разрезом. Пыльца эллипсоидная, большая (52 мкм). Женский цветок: завязь полушаровидная, одногнёздная; семяпочка одна, анатропная, коротко-яйцевидная; фуникул очень короткий; плацента базальная; столбик короткий, толстый; рыльце широкое, дискообразное, с углублением в центре. Сладковатая жидкость, выполняющая функции нектара, скапливается на тычинках.

### Плоды
Плоды — овальные ягоды, нередко ярко окрашенные (жёлтые, иногда белые или красные); внешний слой мясистый.
Семена эллипсоидные, почти такого же размера, как ягоды; теста тонкая, более-менее гладкая; зародыш большой; эндосперм отсутствующий.

## Распространение
Встречается от Северо-Восточной Индии до Новой Гвинеи: Китай, Индия, Бангладеш, Камбоджа, Лаос, Мьянма, Никобарские острова, Таиланд, Вьетнам, Борнео, Ява, Малые Зондские острова, Малайзия, Молуккские острова, Филиппины, Сулавеси, Суринам, Новая Гвинея.
Растёт в тропических влажных лесах, иногда в лиственных лесах, в трещинах среди известняковых скал и на торфяных отложениях. Некоторые виды обладают повышенной живучестью и способны расти на бедных почвах в условиях низкой освещённости.

## Классификация

### Секции
- Aglaonema
- Chamaecaulon

### Виды
Род включает 23 вида:
- Aglaonema brevispathum (Engl.) Engl.
- Aglaonema chermsiriwattanae D.Sookchaloem
- Aglaonema cochinchense Engl.
- Aglaonema commutatum Schott — Аглаонема изменённая
- Aglaonema cordifolium Engl.
- Aglaonema costatum N.E.Br. — Аглаонема ребристая
- Aglaonema crispum (Pitcher & Manda) Nicolson — Аглаонема Робелена
- Aglaonema densinervium Engl.
- Aglaonema flemingianum A.Hay
- Aglaonema hookerianum Schott
- Aglaonema marantifolium Blume — Аглаонема продолговатолистная
- Aglaonema modestum Schott ex Engl. — Аглаонема умеренная, или Аглаонема скромная
- Aglaonema nebulosum N.E.Br.
- Aglaonema nitidum (Jack) Kunth
- Aglaonema ovatum Engl.
- Aglaonema philippinense Engl.
- Aglaonema pictum (Roxb.) Kunth — Аглаонема расписная
- Aglaonema pumilum Hook.f.
- Aglaonema rotundum N.E.Br. — Аглаонема округлая
- Aglaonema simplex (Blume) Blume — Аглаонема простая, или Аглаонема альпийская
- Aglaonema tenuipes Engl.
- Aglaonema tricolor Jervis
- Aglaonema vittatum Ridl. ex Engl.

## Аглаонема в искусстве
- В фильме «Леон» главный герой (его играет Жан Рено) ухаживает за посаженным в горшок кустом аглаонемы, называя его «своим другом».